# Credo du fusilier
Rifleman's Creed
 (mars 2024).
La mise en forme du texte ne suit pas les recommandations de Wikipédia : il faut le « wikifier ».
Les points d'amélioration suivants sont les cas les plus fréquents. Le détail des points à revoir est peut-être précisé sur la page de discussion.
- Les titres sont pré-formatés par le logiciel. Ils ne sont ni en capitales, ni en gras.
- Le texte ne doit pas être écrit en capitales (les noms de famille non plus), ni en gras, ni en italique, ni en « petit »…
- Le gras n'est utilisé que pour surligner le titre de l'article dans l'introduction, une seule fois.
- L'italique est rarement utilisé : mots en langue étrangère, titres d'œuvres, noms de bateaux, etc.
- Les citations ne sont pas en italique mais en corps de texte normal. Elles sont entourées par des guillemets français : « et ».
- Les listes à puces sont à éviter, des paragraphes rédigés étant largement préférés. Les tableaux sont à réserver à la présentation de données structurées (résultats, etc.).
- Les appels de note de bas de page (petits chiffres en exposant, introduits par l'outil «  Source ») sont à placer entre la fin de phrase et le point final[comme ça].
- Les liens internes (vers d'autres articles de Wikipédia) sont à choisir avec parcimonie. Créez des liens vers des articles approfondissant le sujet. Les termes génériques sans rapport avec le sujet sont à éviter, ainsi que les répétitions de liens vers un même terme.
- Les liens externes sont à placer uniquement dans une section « Liens externes », à la fin de l'article. Ces liens sont à choisir avec parcimonie suivant les règles définies. Si un lien sert de source à l'article, son insertion dans le texte est à faire par les notes de bas de page.
- La présentation des références doit suivre les conventions bibliographiques. Il est recommandé d'utiliser les modèles {{Ouvrage}}, {{Chapitre}}, {{Article}}, {{Lien web}} et/ou {{Bibliographie}}. Le mode d'édition visuel peut mettre en forme automatiquement les références.
- Insérer une infobox (cadre d'informations à droite) n'est pas obligatoire pour parachever la mise en page.

Pour une aide détaillée, merci de consulter Aide:Wikification.
Si vous pensez que ces points ont été résolus, vous pouvez retirer ce bandeau et améliorer la mise en forme d'un autre article.

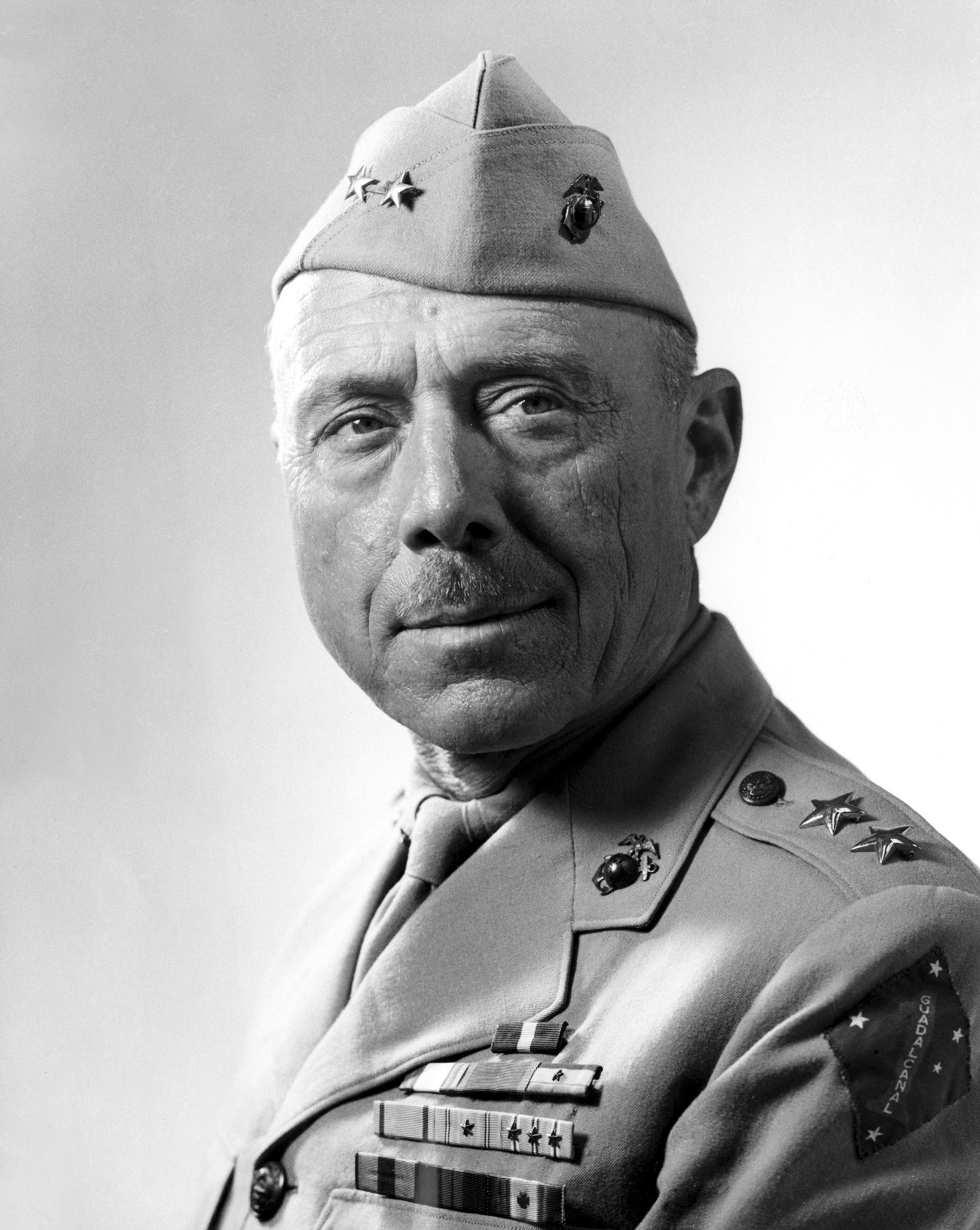
Le major-général William H. Rupertus, auteur du Credo du fusilier.

Le credo du fusilier, en anglais : Rifleman's Creed (également connu sous le nom de My Rifle et The Creed of the United States Marine), fait partie de la doctrine de base du Corps des Marines des États-Unis. Le  major-général William H. Rupertus l'a écrit pendant la Seconde Guerre mondiale à la suite de l'attaque de Pearl Harbor entre la fin de 1941 et le début de 1942, mais sa première publication a eu lieu à San Diego dans le Marine Corps Chevron le 14 mars 1942. On pense que son raisonnement pour écrire le Credo est qu'il estimait que ses hommes devaient comprendre le concept « selon lequel la seule arme qui se dresse entre eux et la mort est le fusil… ils doivent comprendre que leur fusil est leur vie… »
Dans le passé[Quand ?]</link>, tous les Marines enrôlés devaient apprendre le Credo lors de la formation des recrues . Cependant, ces dernières années[Quand ?]</link> le Credo a été relégué aux dernières pages du guide standard de formation des recrues, et sa mémorisation n'est plus considérée comme requise pour les recrues, mais certains instructeurs continuent à encourager son apprentissage. Différentes versions plus concises du Credo ont été développées depuis ses débuts, mais celles qui se rapprochent le plus de la version originale restent les plus largement acceptées.

Globe aigle et ancre du Corps des Marines des États-Unis

Le Rifleman's Creed continue de constituer un pilier de la philosophie du Corps des Marines. Dans la formation des recrues pour les Marines enrôlés et dans l'école des aspirants-officiers pour les officiers commissionnés, le credo du fusilier reste un incontournable. Bien que sa récitation varie d'une compagnie à l'autre, il constitue un texte important pendant la période de formation des recrues. Le Rifleman's Creed est l'une des pierres angulaires de la doctrine du Corps des Marines des États-Unis et contribue à indiquer que chaque Marine est avant tout un fusilier, quelle que soit sa désignation de spécialité professionnelle militaire (ou MOS). Encore aujourd'hui, le Credo est imprimé dans le livret de formation au fusil du Corps des Marines des États-Unis (premier niveau de qualification). La dernière page du livre de données renforce cette idéologie avec la citation du général Alfred M. Gray Jr., le 29e commandant du Corps des Marines : « Chaque Marine est avant tout un fusilier. Toutes les autres conditions sont secondaires. » Le Credo lui-même utilise un sentiment d'anthropomorphisme afin de contraindre les Marines à considérer leur fusil comme étant plus qu'un simple outil de guerre. Ce sentiment d'attachement presque familial qu'un Marine ressent envers son fusil est primordial, car si un Marine ne laisserait jamais un homme derrière lui, il ne laisserait pas non plus son fusil,.

## Texte actuel
C'est mon fusil. Il y en a beaucoup des comme ça, mais celui-ci est le mien.
Mon fusil est mon meilleur ami. Il est ma vie. Je dois le maîtriser comme je dois maîtriser ma vie.
Sans moi, mon fusil est inutile. Sans mon fusil, je suis inutile. Je dois tirer franchement avec mon fusil. Je dois tirer plus droit que mon ennemi qui essaie de me tuer. Je dois lui tirer dessus avant qu'il ne me tire dessus. Et je le ferai...
Mon fusil et moi savons que ce qui compte à la guerre, ce ne sont pas les balles que nous tirons, le bruit de notre rafale, ou la fumée que nous produisons. Nous savons que ce sont les coups qui comptent. Et nous les donnerons...
Mon fusil est humain, autant que moi-même, parce qu'il est ma vie. Ainsi, j'apprendrai à le connaître comme un frère. J'apprendrai ses faiblesses, sa force, son mécanisme, ses accessoires, ses viseurs et son canon. Je garderai mon fusil propre et prêt, comme moi-même je le suis. Nous ferons partie l'un de l'autre. Nous nous unirons ...
Devant Dieu, je récite ce credo. Mon fusil et moi sommes les défenseurs de mon pays. Nous sommes les maîtres de nos ennemis. Nous sommes les sauveurs de ma vie.
- Le Credo du fusilier est utilisé à plusieurs reprises dans le film Full Metal Jacket de Stanley Kubrick de 1987, y compris la désormais célèbre scène impliquant le soldat Pyle et sa récitation partielle du Credo dans la salle de bain avant le meurtre du sergent d'artillerie Hartman et son suicide ultérieur. Grâce à l'utilisation continue par Kubrick du Rifleman's Creed tout au long de la première section du film, cela représentait la déshumanisation des recrues dans leur ensemble[6],[7].
- Le film Jarhead de 2005 comprend plusieurs scènes avec une version modifiée du Rifleman's Creed. Le Credo est introduit par le sergent Sykes et réutilisé dans le film à plusieurs reprises et, bien que l'intégralité du Credo ne soit pas utilisée, il réussit à alerter le public sur l'élément de type motif de l'utilisation du Credo dans Full Metal Jacket.[8]
- Dans Family Guy, saison 7, épisode 4, Joe Swanson répète une version modifiée du Credo. La scène se déroule dans un plan coupé où il remplace le sujet d'un fusil par son fauteuil roulant.